# Coleophora montihospitella
Coleophora montihospitella é uma espécie de mariposa do gênero Coleophora pertencente à família Coleophoridae.